# Carolyn Franklin
Carolyn Franklin (13 de mayo de 1944 - 25 de abril de 1988) fue una cantante de soul. Era la hermana menor de Aretha Franklin. Escribió muchas canciones junto a su hermana, tanto para ellas como para su otra hermana, Erma Franklin; de las que se pueden destacar temas como "Without Love", "Baby Baby Baby", "I Was Made for You" o "Sing It Again-Say It Again". comenzó su carrera musical cantando góspel en la iglesia baptista de su padre en Detroit. Cuando Aretha Franklin triunfó fue una de sus coristas durante cinco años. Tras ello emprendió su carrera en solitario bajo el sello RCA. Desde su debut en solitario en 1969, tuvo una carrera regular en el sello hasta 1976, momento en que se retiró. De todos sus singles destaca "It's True I Gonna Miss You", que alcanzó puestos altos en las listas de R&B en 1969. Murió de cáncer en 1988.

## Discografía
| Año  | Título                 | Discográfica |
| ---- | ---------------------- | ------------ |
| 1969 | Baby Dynamite          | RCA          |
| 1970 | Chain Reaction         | RCA          |
| 1972 | The First Time I Cried | RCA          |
| 1973 | I'd Rather Be Lonley   | RCA          |
| 1976 | If You Want Me         | RCA          |

- Datos: Q5045362